# Wiegen (Wipperfürth)
Wiegen ist eine Hofschaft von Wipperfürth im Oberbergischen Kreis im Regierungsbezirk Köln in Nordrhein-Westfalen (Deutschland).

## Lage und Beschreibung
Die Hofschaft besteht nur aus einem Wohnhaus mit angegliederten Wirtschaftsgebäuden. Wiegen liegt im Osten von Wipperfürth unmittelbar an der Stadtgrenze zu Halver. Im Ort liegt die Quelle des Wiegensiefen, der hier durch mehrere Stauteiche fließt.  280 m südwestlich entspringt der Wiegensiepen. Beide Gewässer münden in den Ibach. Nachbarorte sind Dörpinghausen, Auf dem Heede, Voswinkel, Speckenbach und Dahl. 300 m östlich von Dörpinghausen entspringt der in die Hönnige mündende Dörpinghausener Bach.
Politisch wird der Ort durch den Direktkandidaten des Wahlbezirks 13 (130) Ohl und Klaswipper im Rat der Stadt Wipperfürth vertreten.

## Geschichte
1548 wird der Ort unter der Bezeichnung „tho dem Wygen“ in den Listen der bergischen Spann- und Schüppendienste genannt. Die historische Karte Topographia Ducatus Montani aus dem Jahre 1715 zeigt zwei Gehöfte und benennt sie mit „Wieken“. Ab der Karte Topographische Aufnahme der Rheinlande von 1825 wird der heute gebräuchliche Ortsname „Wiegen“ verwendet.
Nachgewiesen ist im Osten des Ortes eine von Wuppertal-Elberfeld bis nach Marienheide-Krommenohl verlaufende Landwehrlinie. Diese Bergische Landwehr sicherte das Bergische Territorium vor Einfällen aus dem Märkischen.

## Busverbindungen
Durch die auf dem Stadtgebiet von Halver im Ort Auf dem Heede gelegene Bushaltestelle der Linie 291 (MVG) ist eine Anbindung an den öffentlichen Personennahverkehr gegeben.

## Wanderwege
Der vom SGV ausgeschilderten Rundwanderweg A1 führt durch die Hofschaft.

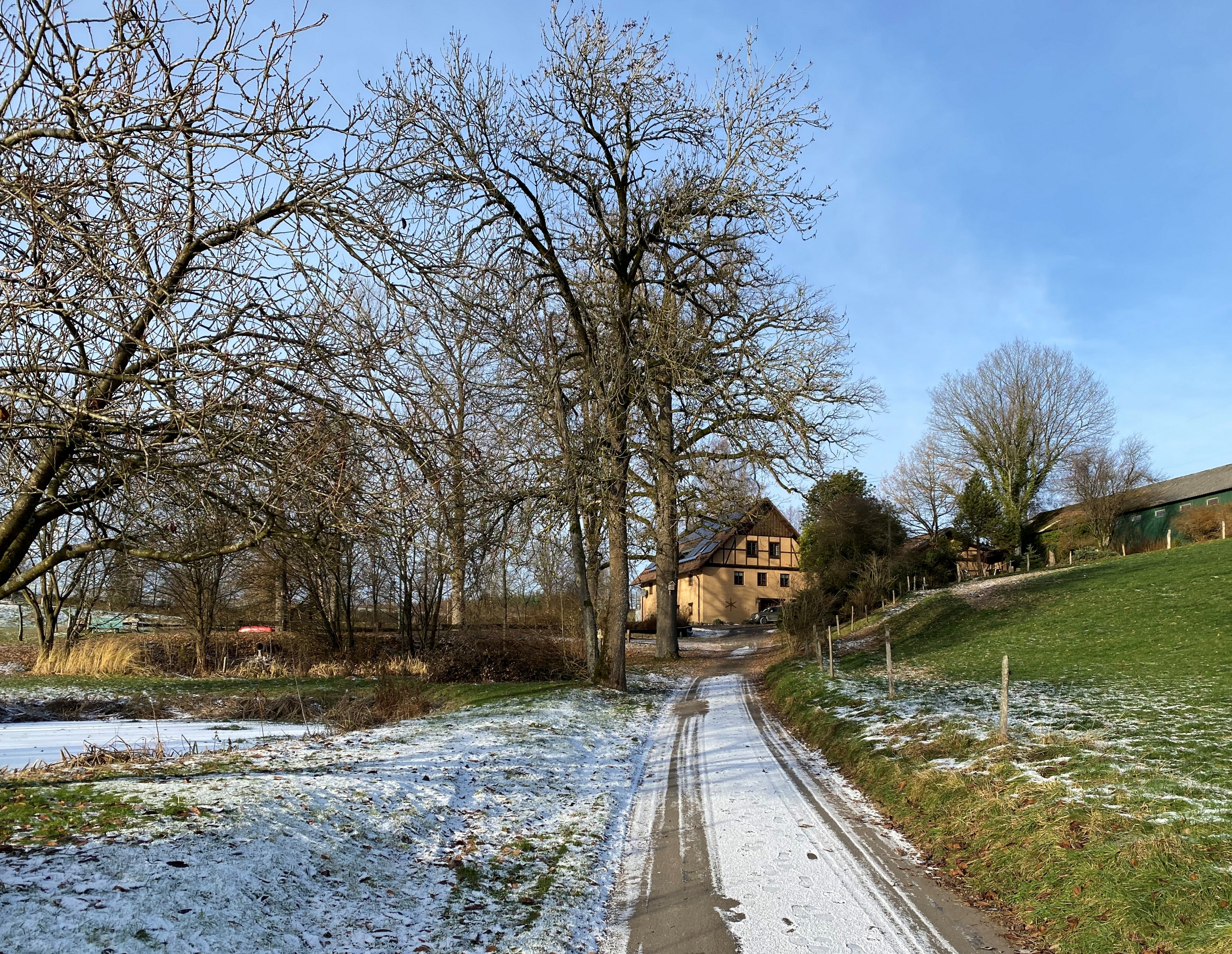
Wiegen
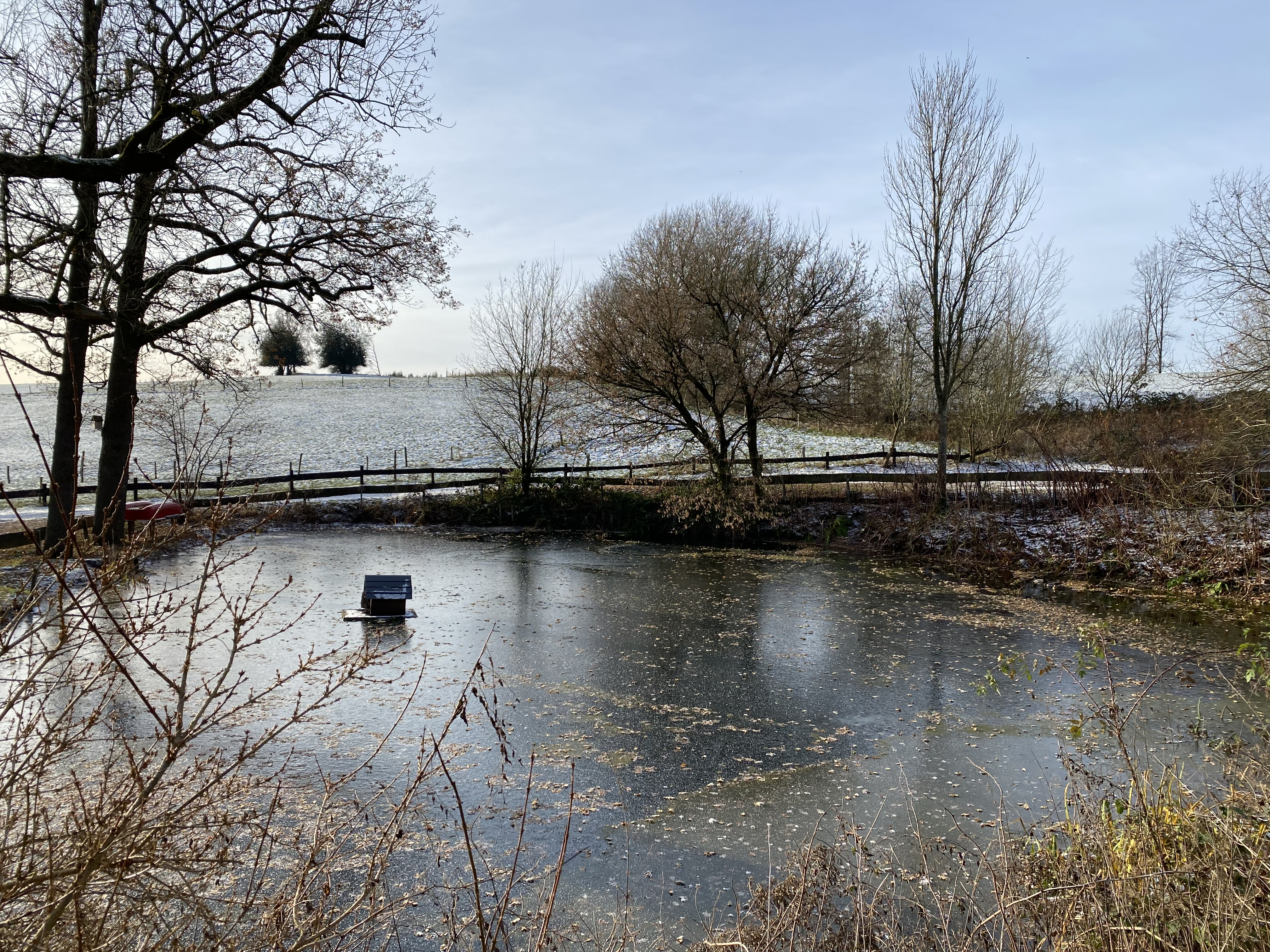
Quellteich in Wiegen
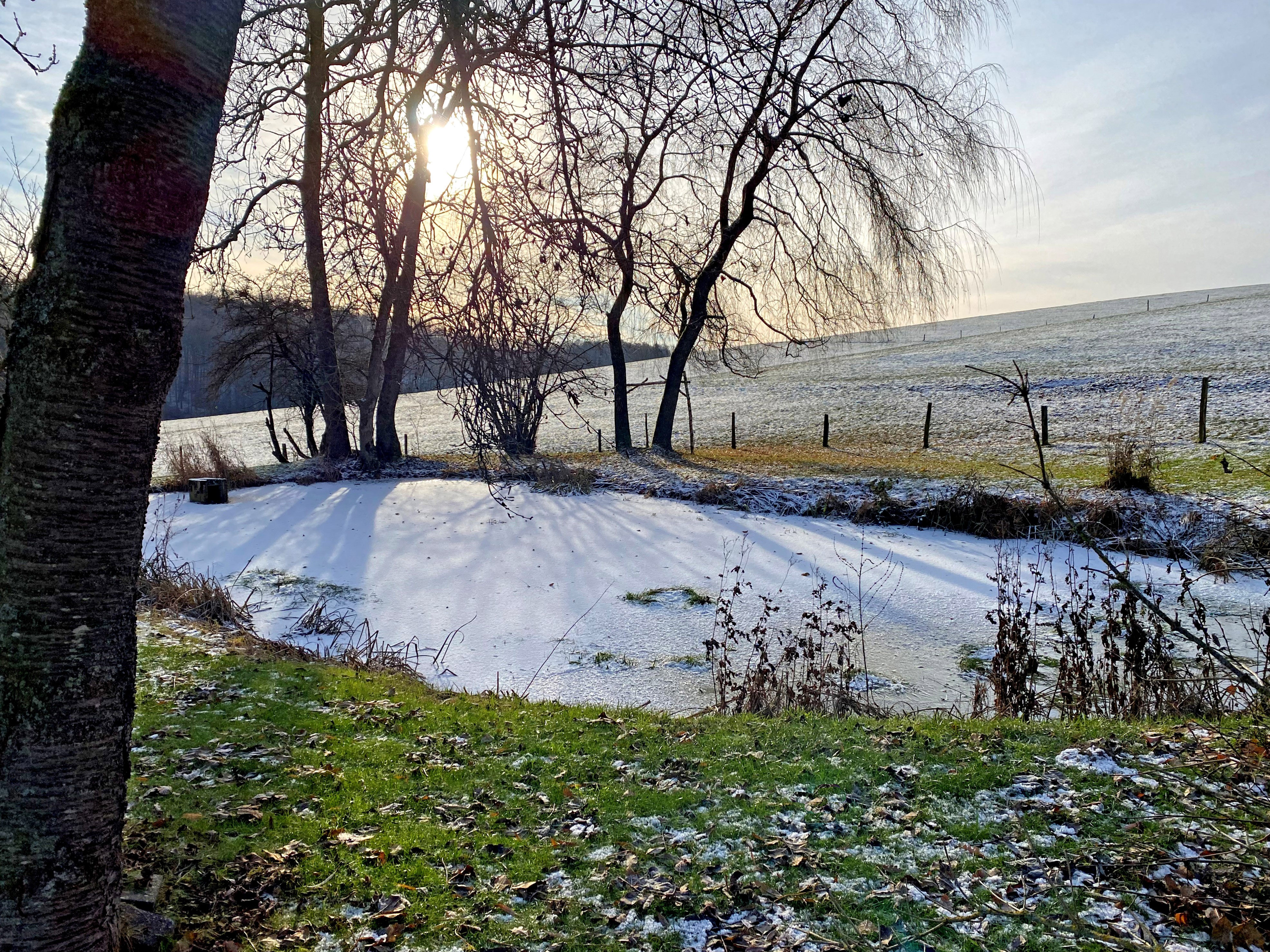
Teich II in Wiegen